# Synagoga w Zalewie
Synagoga w Zalewie – nieistniejąca synagoga znajdująca się w Zalewie.
Synagoga została zbudowana w 1844 roku za zezwoleniem króla Prus Fryderyka Wilhelma IV.
Podczas nocy kryształowej z 9 listopada na 10 listopada 1938 roku bojówki hitlerowskie spaliły synagogę i zabroniły gasić jej straży pożarnej. Po zakończeniu II wojny światowej nie została odbudowana.
W książce „Straże pożarne Warmii i Mazur. Zarys dziejów” (Olsztyn 2006) Tadeusz Prusiński pisze, że zdarzenia tej nocy „(...) to smutny rozdział w prawie siedemsetletniej wówczas historii miasta, a także w historii zalewskiej straży. Wtedy całkowicie spłonęła synagoga gminy żydowskiej przy ulicy Kirchstrasse. Przyczyną pożaru było podpalenie. Kiedy przybyła straż pożarna, miejscowe kierownictwo NSDAP zarządziło, aby nie gasić samego pożaru, ale jedynie chronić sąsiednie budynki przed rozprzestrzenieniem się ognia. Ruiny synagogi zostały w ciągu następnych dni całkowicie rozebrane, gruz wywieziony i tym samym usunięto wszelkie ślady jej istnienia. W owym czasie w zalewskiej strażnicy na wyjazd do ognia czekały w gotowości dwa samochody strażackie do przewożenia ludzi, jeden mały samochód ciężarowy ze sprzętem gaśniczym do akcji na mniejszą skalę, dwie duże motopompy i jedna mała, przenośna 20-metrowa drabina rozkładana, węże gaśnicze o łącznej długości 400 m, pasy bezpieczeństwa, maski przeciwgazowe, sprzęt ratowniczy (topory, haki, liny), a także sprzęt o mniejszych gabarytach, służący do likwidowania tlących się pożarów”. 
Jak pisze Prusiński, kilka miesięcy później, w 1939 roku do straży pożarnej należało 43 zalewian i 31 tzw. członków biernych. Aktywni (czyli strażacy) rekrutowali się przeważnie z mistrzów rzemieślniczych oraz kupców. Dowodził nimi aptekarz Eugen Falkewitz, jego zastępcą był mistrz ślusarski Otto Majewski, a skarbnikiem mistrz malarski Wilhelm Frommeier. Osobą odpowiedzialną za stan techniczny sprzętu oraz parku pojazdów był Wilhelm Schielke, jednocześnie woźny w szkole miejskiej. Przy straży funkcjonowała również sekcja młodzieżowa. Jej szefem był mistrz kowalski Fritz Pein, odpowiedzialny jednocześnie za wyszkolenie. Osobą odpowiedzialną za wyszkolenie przy obsłudze pomp gaśniczych był mistrz urządzeń elektrycznych Wilhelm Schielke. W roku tym (czyli 1939) zalewscy strażacy otrzymali nowy, duży samochód gaśniczy z zamontowaną motopompą, a rok później – bardzo wydajną przenośną motopompę. Gdy we wrześniu wybuchła druga wojna światowa, wszyscy mężczyźni znaleźli się na froncie. Podporą każdej niemieckiej straży stali się wówczas młodzi z młodzieżowych sekcji, piętnasto-, siedemnastolatkowie, kierowani przez doświadczonych strażaków.